# Джадд, Дональд
Дональд Джадд (англ. Donald Judd; 3 июня 1928[…], Excelsior Springs, Миссури[…] — 12 февраля 1994[…], Нью-Йорк, Нью-Йорк) — американский скульптор и искусствовед, один из выдающихся представителей минимализма.

## Биография
Дональд Джадд (имя при рождении — Дональд Кларенс Джадд) родился 3 июня 1928 в Эксельсиор Спрингс, Миссури. Художник служил в армии Соединённых Штатов в Корее. Он изучал философию, а затем историю искусств в Колумбийском университете в Нью-Йорке, а также работал в качестве художественного критика между 1959 и 1965 для ARTnews, Arts Magazine, и Art International.
Первая персональная выставка Джадда состоялась в 1957 в Panoras Gallery, Нью-Йорк.
Начиная с 1960-х годов Джадд регулярно выставлялся в галереях США, Европы и Японии. При жизни художника наиболее значительные выставки прошли в Whitney Museum of American Art, Нью-Йорк (1968, 1988); Национальной галереe Канады, Оттава (1975); Van Abbemuseum, Эйндховен, Нидерланды (1987); Сент-Луисский художественный музей (1991). Последние крупные выставки художника прошли в Музее современного искусства, Саитама, Япония (1999); Walker Art Center, Миннеаполис (2001); Tate Modern, Лондон (2004).
Джадд женился на танцовщице Джулии Финч (Julie Finch) в 1964 (позднее они развелись), имел двух детей — сына Flavin Starbuck Judd (1968) и дочь Rainer Yingling Judd (1970). Сохранив дом в Нью-Йорке на 101 Spring Street, Джадд переехал в город Марфа, Техас, в 1972, где жил и работал до своей смерти 12 февраля 1994.
Джадд — один из самых значительных американских художников послевоенного периода. Работая в Нью-Йорке в 1960-х годов, Джадд стал известен как один из ключевых представителей минимализма, хотя сам художник не относил себя к этому стилю.

Минимализм, как течение, возник в Нью-Йорке, в период 1960—1970-х годов. Наряду с концептуализмом он проводит черту между искусством первой и второй половины XX века. В происхождении минимализма важную роль сыграла книга Камиллы Грей об искусстве советского авангарда, вышедшая в свет в 1962 году. Формы, используемые в минимализме, просты - это пространственные геометрические фигуры с монохромной поверхностью, в большинстве своем нейтрального цвета. Материалы для создания произведений были промышленного происхождения: использовались фанера, плексиглас и металл. Другие создавались из наборных элементов: кирпича, неоновых трубок и т.д. Определив такие предметы как «специфические объекты», Джадд писал о них следующее:
«Специфический объект становился функцией пространства, света и зоны видимости зрителя».
 Джадд отказывается от вековой традиции живописи и скульптуры, провозглашающей эмоциональный подтекст и символическое наполнение главными в произведениях искусства, и сосредоточивается на материальности объектов. В своих произведениях и пространстве вокруг них он задаётся целью исследовать понятие прямоты. Отвергая условности, обращаясь к промышленным материалам, он создавал крупные полые объекты, в основном в форме разнокалиберных «коробок», размещая их в определённой геометрической последовательности.
Джадд начал свою карьеру как арт-критик Arts Magazine. Как художник он поначалу (в конце 1940-50-х) работал как живописец. В начале 1960-х годов Джадд начал добавлять трёхмерные элементы на поверхность своих работ, поначалу создавая рельефы, а затем перейдя к полностью автономным структурам, которые он называл «конкретными объектами» (specific objects).
В это время представители минимализма разными путями стремились к одному и тому же: они пытались превратить окружающую их физическую среду в искусство, что шло в разрез с существующей традицией. Свои первые работы в направлении минимализма художник создавал ещё в 1950—1960-х годах, когда в Америке постепенно приходил в упадок абстрактный экспрессионизм. Это направление характеризуется большим вниманием к личности художника, ярким жестам и экспрессивными движениями кисти, которые передают энергию и движение создателя вокруг холста. Именно от этого Джадд хотел избавиться. Он также считал, что художнику и вовсе не нужно притрагиваться к произведению. Придумывая свой объект, Джадд создавал чертёж и отправлял его на производство. Готовые экземпляры устанавливались в музее или галерее. Во главенство всего Джадд ставил только идею, чистый замысел. Демистифицируя свои произведения, он идейно ставил себя по другую сторону от популярного тогда абстрактного экспрессионизма.

Так, Джадд, в своем раннем произведении минимализма, делал акцент на усилении взаимодействия между зрителем, произведением и пространством и создавал алюминиевый прямоугольный параллелепипед, покрытый эмалью в 1968 году. Изготовленный из промышленных материалов, он притягивает взгляд. Созданный им прямоугольный параллелепипед акцентирует внимание зрителя прежде всего на физической природе объекта. И хотя фигура не создана предметом быта или массового потребления, в ней проявляется идея, высказанная ещё М. Дюшаном в «Фонтане» 1917 года. Уилл Гомперц писал о его идее так:
«Он был уверен, что изобрел новую форму скульптуры, подразумевающую, что художник выбирает предмет массового производства без сколь-либо очевидных эстетических достоинств и лишает его функционального предназначения, — иными словами, делает бесполезным, — после чего, присвоив имя и изменив контекст и ракурс, превращает в настоящее произведение искусства».
Таким образом, Д. Джадд отказывается от живописи и провозглашает, что «объемное произведение искусства по своей природе мощнее и конкретнее, чем краска на плоскости». В дальнейшем Джадд создал множество скульптур, подобных прямоугольному параллелепипеду, изучая соотношение форм и пространства вокруг них. Во многих работах он применял математическую последовательность Фибоначчи.
В 1963 он сформулировал основной «словарь» форм — «стопки», «коробки» и «прогрессии», с которыми работал последующие тридцать лет. Поначалу Джадд работал в дереве, промышленно изготовленные металлические ящики появились в конце 1960-х годов. В начале 1970-х годов его работы приняли форму инсталляций, Джадд начал выставлять работы на открытом пространстве. В это же время он переехал в Техас, где превратил военную базу в личную студию. Используя промышленные материалы для создания абстрактных произведений, которые подчеркивают чистоту цвета, формы, пространства и материалы, Джадд описывал собственную работу как «простое выражение сложной мысли».
Джадд заложил новые основы в исследовании объёма, интервала, пространства и цвета. Он отверг традиционные формы и средства, используя промышленные материалы, такие как оргстекло, листовой металл и фанера, а с середины 1960-х годов его работы производились промышленным способом.

## Персональные выставки
| - 2009 Colored Plexiglas, L&M Arts, Нью-Йорк - 2008 Woodcut Prints, Paula Cooper Gallery, Нью-Йорк - 2007 Architekturgalerie e.V., Мюнхен - 2006 Art & Public, Женева - 2005 The Barbara Krakow Gallery, Бостон - 2005 Gallery Shilla, Daegu - 2005 Работы с 1967 по 1989, Galería Elvira González, Мадрид - 2004 Дональд Джадд в Аделаиде, Art Gallery of South Australia, Аделаида - 2004 Large-Scale Works, PaceWildenstein, Нью-Йорк - 2004 Museum für Gegenwartskunst, Emanuel Hoffmann-Stiftung, Базель - 2004 Kunstmuseum Basel, Базель - 2004 Annemarie Verna Gallery, Цюрих - 2004 For the Pleasure of Seeing, Peter Freeman, Нью-Йорк - 2004 K20 Kunstsammlung Nordrhein-Westfalen — am Grabbeplatz, Дюссельдорф - 2004 Tate Britain, Лондон - 2003 Sprüth Magers London, Лондон | - 2003 Simon Lee Gallery, Лондон - 2003 The Barbara Krakow Gallery, Бостон - 2003 Ранние работы, 1956—1968, The Menil Collection, Хьюстон - 2002 50 x 100 x 50 / 100 x 100 x 50, PaceWildenstein, Нью-Йорк - 2002 Prints — Galerie Bugdahn und Kaimer, Дюссельдорф - 2001 The essential Donald Judd, Walker Art Center, Миннеаполис - 2000 Stellan Holm Gallery, Нью-Йорк - 2000 Late Works, PaceWildenstein, Нью-Йорк - 2000 Musee d´Art Moderne et d`Art Contemporain Nice, Ницца - 2000 Luhring Augustine Gallery, Нью-Йорк - 2000 Farbe — Кунстхаус Брегенц, Брегенц - 2000 16 untitled plywood wall works, 1976, The Chinati Foundation, Марфа, Техас - 1999 Untitled, 1976, Dia Art Foundation: Нью-Йорк - 1999 16 untitled plywood wall works, 1976, The Chinati Foundation, Марфа, Техас - 1998 Galerie du Jour agnès b, Париж - 1998 Early Fabricated Work, PaceWildenstein, Нью-Йорк | - 1997 Lisson Gallery, Лондон - 1997 Galerie Bugdahn und Kaimer, Дюссельдорф - 1997 Xavier Hufkens, Брюссель - 1997 Early Woodcuts and Sculpture, Brooke Alexander Editions, Нью-Йорк - 1996 Le Consortium, Дижон - 1996 Museum Wiesbaden, Висбаден - 1994 The Last Editions, Brooke Alexander Editions, Нью-Йорк - 1993 Museum Wiesbaden, Висбаден - 1993 Galerie Greta Meert, Брюссель - 1991 Galerie Greta Meert, Брюссель - 1991 Victoria Miro Gallery, Лондон - 1991 currents 47: мебель Дональда Джадда, Сент-Луисский художественный музей, Сент-Луис, Миссури - 1987 Kunsthalle Düsseldorf, Дюссельдорф - 1986 Sculpture/Furniture, Rhona Hoffman Gallery, Чикаго - 1981 Orange County Museum of Art, Ньюпорт Бич - 1979 Lisson Gallery, Лондон - 1977 Quadrat Bottrop — Josef Albers Museum, Bottrop - 1975 Lisson Gallery, Лондон - 1975 Galerie Daniel Templon, Париж |

## Публичные коллекции
| - Национальная галерея Австралии - Art Gallery of South Australia, Аделаида, Австралия - Kunsthaus Bregenz, Брегенц, Австрия - Neue Galerie Graz am Landesmuseum Joanneum, Грац, Австрия - Albertina, Вена, Австрия - Museum Moderner Kunst Stiftung Ludwig, Вена, Австрия - Museum für angewandte Kunst, Вена, Австрия - Museum voor Hedendaagse Kunst Antwerpen, Антверпен, Бельгия - Musée d´Art Moderne Bruxelles, Брюссель, Бельгия - Stedelijk Museum voor Actuele Kunst, Гент, Бельгия - National Gallery of Canada, Оттава, Канада - Art Gallery of Ontario, Торонто, Канада - Vancouver Art Gallery, Ванкувер, Канада - Kiasma — Museum of Contemporary Art, Хельсинки, Финляндия - FRAC — Nord-Pas de Calais, Дюнкерк, Франция - Espace de l’art concret, Муан-Сарту, Франция - Musée d’Art moderne de Saint-Etienne, Сент-Этьен, Франция - Musée d’Art de Toulon, Тулон, Франция - Neues Museum Weserburg Bremen, Бремен, Германия - Kolumba, Кёльн, Германия - K20 Kunstsammlung Nordrhein-Westfalen — am Grabbeplatz, Дюссельдорф, Германия - Museum Folkwang Essen, Эссен, Германия - Museum für Moderne Kunst, Франкфурт-на-Майне, Германия - Hamburger Kunsthalle, Гамбург, Германия - Zentrum für Kunst und Medientechnologie Karlsruhe, Карлсруэ, Германия - Pinakothek der Moderne, Мюнхен, Германия - Städtisches Museum Abteiberg, Менхенгладбах, Германия - Kunsthalle Weishaupt, Ульм, Германия - Kunstsammlungen zu Weimar — Neues Museum, Веймар, Германия - Museum Wiesbaden, Висбаден, Германия - Safn, Рейкьявик, Исландия - Tehran Museum of Contemporary Art, Тегеран, Иран | - Museo D’Arte Contemporanea Donna Regina, Неаполь, Италия - Gallerie d´Arte Moderna di Udine, Удине, Италия - Hiroshima City Museum of Contemporary Art, Хиросима, Япония - Shizuoka Prefectural Museum of Art, Сидзуока, Япония - Hara Museum of Contemporary Art, Токио, Япония - Leeum — Samsung Museum of Art, Сеул, Корея - Kunstmuseum Liechtenstein, Вадуц, Лихтенштейн - Stedelijk Museum Amsterdam, Амстердам, Нидерланды - Stedelijk Van Abbemuseum, Эйндховен, Нидерланды - Kröller-Müller museum, Otterlo, Нидерланды - Museum Boijmans van Beuningen, Роттердам, Нидерланды - Berardo Museum, Collection of Modern and Contemporary Art, Лиссабон - Museu d´Art Contemporani de Barcelona, Барселона, Испания - Centro de Artes Visuales Helga de Alvear, Касерес, Испания - Museo Nacional Centro de Arte Reina Sofía, Мадрид - Centro Galego de Arte Contemporánea, Сантьяго-де-Компостела - Moderna Museet, Стокгольм - Kunstmuseum Basel, Базель - Museum für Gegenwartskunst — Emanuel Hoffmann-Stiftung, Базель - Kunstmuseum Bern, Берн - Hallen für neue Kunst, Шафхаузен - Migros Museum für Gegenwartskunst, Цюрих - Tate Britain, Лондон - Tate Modern, Лондон - Akron Art Museum, Акрон, Огайо - University Art Museum , Олбани, Нью-Йорк - University of Massachusetts — Amherst Fine Arts Center, Амхерст (Массачусетс) - Addison Gallery of American Art, Эндовер - Austin Museum of Art, Остин, Техас | - The Baltimore Museum of Art, Балтимор - Dia: Beacon, Beacon, Нью-Йорк - Berkeley Art Museum and Pacific Film Archive, Беркли - Cranbrook Art Museum, Блумфилд Хиллз - MIT List Visual Arts Center, Кембридж, Массачусетс - The Art Institute of Chicago, Чикаго - Museum of Contemporary Art Chicago, Чикаго - The Cleveland Museum of Art, Кливленд - Dallas Museum of Art, Даллас - The Dayton Art Institute, Дейтон - Des Moines Art Center, Де-Мойн - El Paso Museum of Art, Эль-Пасо - The Contemporary Museum Honolulu, Гонолулу - Museum of Fine Arts Houston, Хьюстон - Indianapolis Museum of Art, Индианаполис - The Nelson-Atkins Museum of Art, Канзас - Sheldon Memorial Art Gallery, Линкольн - Los Angeles County Museum of Art, Лос-Анджелес - MOCA Grand Avenue, Лос-Анджелес - The Chinati Foundation Архивная копия от 24 февраля 2015 на Wayback Machine, Марфа, Техас - The Margulies Collection, Майами - Milwaukee Art Museum, Милуоки, Висконсин - Walker Art Center, Миннеаполис - Storm King Art Center, Mountainville - Dia Art Foundation: Chelsea, Нью-Йорк - Solomon R. Guggenheim Museum Архивная копия от 5 апреля 2012 на Wayback Machine, Нью-Йорк - Museum of Modern Art, Нью-Йорк - Smith College Museum of Art, Нортгемптон (Массачусетс) - The West Collection, Оксе - Joslyn Art Museum, Омаха - Norton Simon Museum of Art, Пасадена - Laumeier Sculpture Park, Сент-Луис, Миссури - Сент-Луисский художественный музей, Сент-Луис, Миссури - The McNay Art Museum, Сан-Антонио, Техас - San Francisco Museum of Modern Art, Сан-Франциско - Seattle Art Museum, Сиэтл - Palmer Museum of Art, University Park, Пенсильвания - The Rose Art Museum, Уолтем (Массачусетс) - Hirshhorn Museum and Sculpture Garden (недоступная ссылка), Вашингтон |